# Philip Francis Murphy
Philip Francis Murphy (* 25. März 1933 in Cumberland, Maryland; † 2. September 1999) war ein US-amerikanischer römisch-katholischer Geistlicher und Weihbischof in Baltimore.

## Leben
Philip Francis Murphy empfing am 20. Dezember 1958 das Sakrament der Priesterweihe.
Am 11. Januar 1976 ernannte ihn Papst Paul VI. zum Titularbischof von Tacarata und zum Weihbischof in Baltimore. Der Erzbischof von Baltimore, William Donald Borders, spendete ihm am 29. Februar desselben Jahres die Bischofsweihe; Mitkonsekratoren waren der Weihbischof in Baltimore, Thomas Austin Murphy, und der emeritierte Erzbischof von Baltimore, Lawrence Kardinal Shehan.